# Sent Sieurin de Prats
Sent Sieurin de Prats (en francès Saint-Seurin-de-Prats) és un municipi francès situat al departament de la Dordonya i a la regió de la Nova Aquitània.

## Demografia
| 1962                                       | 1968 | 1975 | 1982 | 1990 | 1999 | 2007 |
| ------------------------------------------ | ---- | ---- | ---- | ---- | ---- | ---- |
| 514                                        | 461  | 451  | 476  | 491  | 488  | 505  |
| Des de 1962: població sense dobles comptes |      |      |      |      |      |      |

## Administració
| Període | Identitat        | Partit        |
| ------- | ---------------- | ------------- |
| 1989-   | Michel Nicouleau | Divers gauche |